# Liste der Monuments historiques in Kirsch-lès-Sierck
Die Liste der Monuments historiques in Kirsch-lès-Sierck führt die Monuments historiques in der französischen Gemeinde Kirsch-lès-Sierck auf.

## Liste der Objekte
| Bezeichnung | Beschreibung               | Standort                     | Kennzeichnung | Schutzstatus | Datum | Bild |
| ----------- | -------------------------- | ---------------------------- | ------------- | ------------ | ----- | ---- |
| Taufbecken  | Kalkstein, 15. Jahrhundert | in der Kirche St-Rémi (Lage) | PM57000935    | Inscrit      | 1996  |      |